# Langelot et le commando perdu
Langelot et le Commando perdu est le trente-neuvième roman de la série Langelot, écrite par le Lieutenant X (pseudonyme de Vladimir Volkoff). Il est paru pour la première fois en 1985, dans la Bibliothèque verte.
Même s'il peut être lu de manière indépendante des autres romans de la série, le roman constitue  la suite logique du roman Langelot sur l'Île déserte. Il met aussi en scène une unité militaire française déjà rencontrée dans le roman précédent, le Bataillon d'intervention générale (« BING »), également présent dans le tome suivant, dernier de la série.

## La trilogie duBING
- Langelot aux arrêts de rigueur
- Langelot et le commando perdu
- Langelot donne l'assaut

## Principaux personnages
- Les « gentils »
  - Langelot (alias Auguste Pichenet) : orphelin, agent du Service National d'Information Fonctionnelle, blond, 1,68 m, mince, « traits menus mais durs ».
  - Général de Rougeroc : commandant du BING.
  - Colonel Lorrain : commandant du deuxième élément d'assaut du BING.
  - Sergent-chef Hervé : sous-officier parachutiste du BING.
  - Bambara : soldat parachutiste du BING.
  - Liane Dotrante : jeune femme vivant à Oboubou.

- Les « méchants »
  - Patroclas : milliardaire, l'un des dirigeants du SPHINX.
  - Zaza Morkotny : agent du SPHINX.
  - Ottokar : agent du SPHINX .

- Autres personnages
  - Desbillettes : résident général de France à Oboubou.
  - Agénor Oa : instituteur ; pressenti par Patroclas pour être le nouveau président d'Oboubou.
  - Sophonisbé Oa : son épouse.
  - Symphorien Katou : candidat à l'élection présidentielle.

## Résumé

Situation des îles Marquises dans le Pacifique Sud.

Le roman est composé de 11 chapitres.
Langelot est chargé d'infiltrer une unité parachutiste, le Bataillon d'INtervention Générale (le « BING »), car le général de Rougeroc, qui supervise l'unité, a le sentiment qu'il s'y passe « des choses pas claires ». Sous l'identité du soldat de deuxième classe Auguste Pichenet, Langelot est donc présenté au colonel Lorrain comme étant un soldat provenant d'une autre unité militaire. Le colonel Lorrain commande le deuxième des trois éléments d'assaut qui composent principalement le BING. Chaque élément d'assaut comprend cent hommes.
Le jeune agent secret subit le bizutage du capitaine chargé de vérifier son niveau ; il est pris en grippe par le sergent-chef Hervé chargé de son entraînement avec l'élément d'assaut numéro 2 ; il noue une amitié avec le soldat Bambara. À la suite d'une bagarre avec Hervé, Langelot est envoyé au poste de police. L'entraînement des parachutistes est interrompu par une mission confiée par le gouvernement au BING. Il s'agit d'intervenir de toute urgence dans un territoire français outre-mer qui connaît de sérieux problèmes : une insurrection s'y préparerait. Cette île contiendrait du minerai d'uranium.
Pendant qu'une tournée générale de bière se donne au foyer, Langelot est isolé en salle de police.
L'élément d'assaut numéro 2 du BING prend rapidement place dans des hélicoptères, puis dans un avion qui parcourt environ 10 000 kilomètres, pour se poser sur une île inconnue, par « 182 degrés de longitude ouest » (ce qui est impossible) et « 9 degrés de latitude sud ». Elle est située dans l'archipel des Marquises, en plein océan Pacifique. Puis, les trois sous-éléments embarquent dans trois avions pour un parachutage de nuit. Durant le vol, l'ambiance se déprime. Au moment de sauter, Langelot découvre avec stupéfaction qu'à l'exception du colonel, qui saute le premier, les autres soldats de son avion refusent le saut en parachute. En onzième position de saut, il saute à la suite du colonel. 
Dans la jungle et dans la nuit, il retrouve le colonel, qui s'est cassé la jambe et qui se sent de surcroît totalement déshonoré. Il retrouve également Bambara, qui a pris place dans un autre avion et qui, à l’inverse de ses camarades, a sauté. Langelot leur révèle son identité et sa mission.
Tandis que Bambara s'occupe de soigner superficiellement le colonel et de préparer une cachette, Langelot se rend au port d'Oboubou, le chef-lieu de l'île. Il découvre que l'île a été « prise » par des hommes armés dont les visages sont cachés derrière de larges lunettes et qui sont habillés de cirés jaunes. À la capitainerie du port, le correspondant du SNIF a été assassiné. 
Langelot comprend que l'organisation internationale mafieuse, le SPHINX, a pris possession de l'île dans le but de proclamer une indépendance de façade. Le SPHINX se propose d'organiser des élections truquées en vue de faire élire un président fantoche qu'il contrôlera à son aise.
Langelot reprend contact avec Liane Dotrante, une jeune fille sympathique et audacieuse qu'il avait rencontrée dans une précédente aventure. Celle-ci, née sur l’île, la connaît parfaitement. Ils organisent une riposte à la tentative de coup d'État en train de se dérouler : elle l’aide à pénétrer dans la résidence du représentant de l'État français. Là, M. Desbillettes montre à Langelot qu'il est un fonctionnaire désabusé et sans énergie. Il n'y a aucune aide à attendre de lui. Desbillettes affirme à Langelot que les rebelles qui ont pris le pouvoir vont sans doute le confier à M. Oa, un instituteur.
Liane ramène Langelot auprès de Lorrain et de Bambara. Le « commando perdu » est réduit en nombre : Langelot, Liane, Lorrain (blessé à la jambe) et Bambara. Il dispose d'un matériel nouveau et sophistiqué, parachuté lors du saut : le dispositif nommé « Arthur », composé de différents radars et d'explosifs.
Langelot et Liane retournent en ville et font connaissance d'Agénor Oa, censé devenir le nouveau président du pays. Il apparaît que son épouse Sophonisbé a été enlevée par les Cirés jaunes, qui font pression sur lui avec cette prise d'otage.
En lien avec le colonel Lorrain qui utilise le dispositif « Arthur », Langelot et Diane font en sorte de rabattre les « Cirés jaunes » en un endroit où ils peuvent être faits prisonniers. Sophonisbé  Oa est libérée et peut rejoindre son mari. Langelot est rejoint par le sergent-chef Hervé qui augmente la force d'attaque du « commando perdu ».
Alors que Patroclas s'apprête à proclamer l'indépendant de l'île et que, face à la défection d'Agénor Oa, il a trouvé un substitut en la personne de Symphorien Katou, Langelot parvient à faire échouer le coup d'État depuis le Palais du résident de France. Les Cirés jaunes sont arrêtés ; Patroclas parvient à s'enfuir grâce au sous-marin du SPHINX. Le processus d'élection truquée est interrompu. Le BING reçoit tout le mérite de l'opération, sans que l'incident du refus de saut soit ébruité. Liane Dotrante est récompensée par une citation à l'ordre du BING. Langelot reçoit des félicitations, ainsi que la « récompense » prévue par Liane au cas où il réussirait à sauver Oboubou (elle l'embrasse à plusieurs reprises). Reste à éclaircir les raisons pour lesquelles des soldats d'élite, conscients de leur valeur, ont catégoriquement refusé de sauter en parachute, ou plus exactement, pour quelle raison ils n'en n'éprouvaient pas le désir.

## Parutions
- 1985 - Hachette, Bibliothèque verte (français, version originale), illustré par Robert Bressy.

## Autour du roman
- L'équipée des hommes du SPHINX dans l'île d'Oboubou peut faire référence aux activités de Bob Denard aux Comores dans les années 1970 et 1980.
- Le BING signifie « Bataillon d'INtervention Générale » (cf. « Langelot aux arrêts de rigueur », page 114 et le présent roman, page 9, édition Hachette) ; mais la quatrième de couverture du présent roman dans l'édition Hachette le développe en "Brigade d'INtervention Générale"[3].
- C'est la seconde fois que Langelot saute en parachute ; la fois précédente c'était dans Langelot fait le malin (1972).